# Чорний камінь

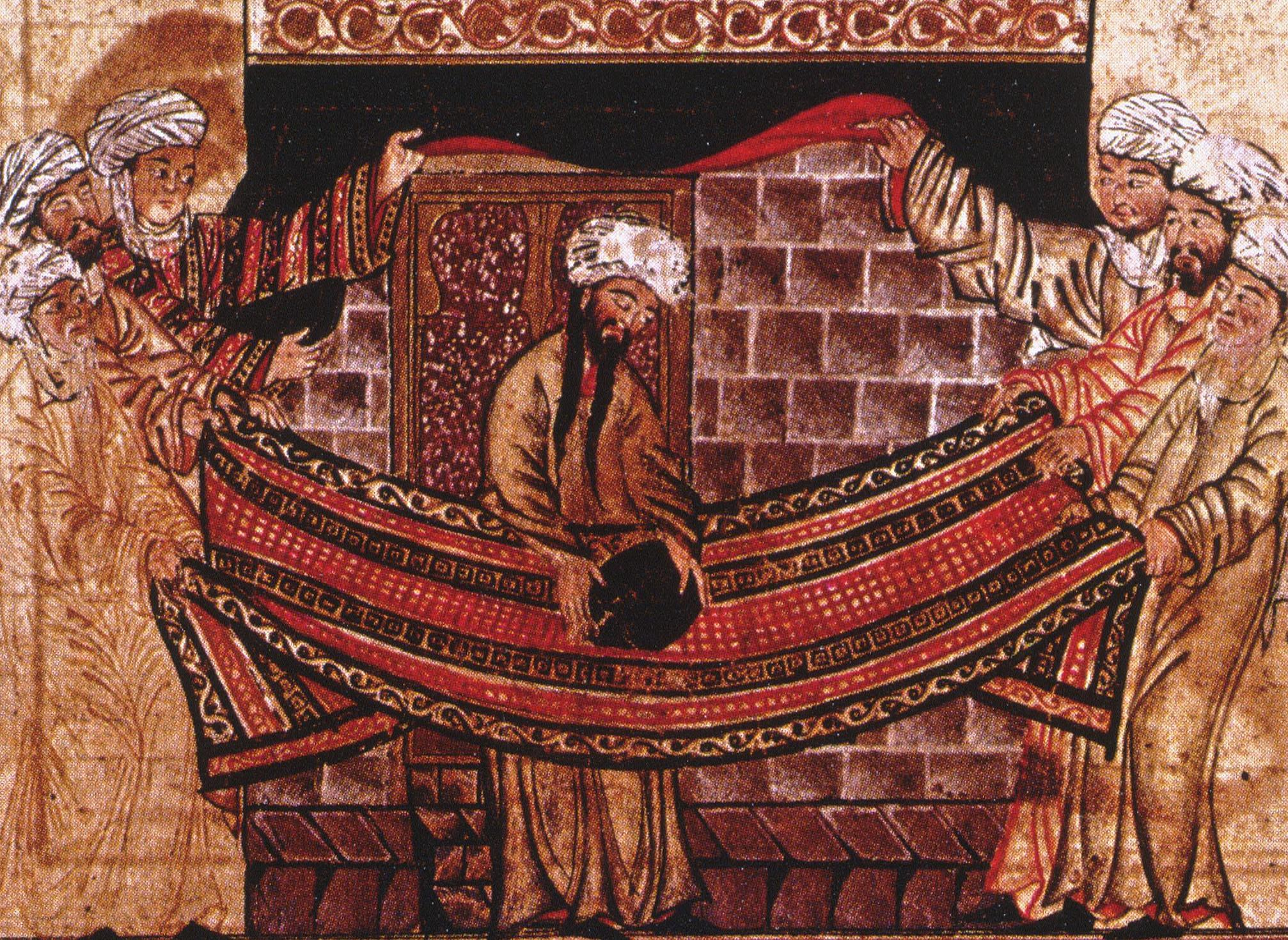
Мухаммед встановлює Чорний камінь 605 року (Мініатюра з «Джамі ал-Таварих» Рашида ад-Діна, 1315)

Чорний камінь (араб. الحجر الأسود — аль-хаджар аль-асвад) — мусульманська святиня, камінь яйцеподібної форми довжиною 30 сантиметрів, що закріплений на одній зі стін Кааби на висоті півтора метра від землі. Сьогодні він складається з трьох з'єднаних уламків чорно-червоного кольору (мабуть метеоритного походження). Нині камінь зберігають у срібному футлярі.
Згідно з ісламським переказом, цей камінь принесли з раю під час потопу (за часів Нуха), а його зберігали ангели на горі Абу-Кубейсі. Коли пророк Ібрагім взявся до будівництва Кааби, він приніс його звідти і встановив на теперішньому місці для того, щоб почати навколо нього обхід (таваф), що вважають формою поклоніння Аллаху.
Ще до початку діяльності пророка Магомета курайшити вирішили відбудувати храм, який до того часу суттєво занепав. Під час реконструкції Кааби виникли суперечки з приводу встановлення чорного каменя, які вирішив Магомет.